# 贝罗卡尔
贝罗卡尔，是西班牙安达卢西亚自治区韦尔瓦省的一个市镇。总面积126平方公里，总人口371人（2001年），人口密度3人/平方公里。